# Krzysztof Sacha (fizyk)
Krzysztof Sacha (ur. 2 września 1970) – polski fizyk teoretyczny. Profesor Uniwersytetu Jagiellońskiego. 
Prowadził prace badawcze z dziedziny fizyki atomowej, m.in. nad zimnymi gazami atomowymi, laserami czy kondensatem Bosego-Einsteina. Znany z badań nad dyskretnymi kryształami czasu, których ruch jest wzbudzany za pomocą zewnętrznej siły i zaczyna ewoluować z okresem stanowiącym wielokrotność okresu siły wprawiającej układ w ruch. Pojęcie kryształu czasu zostało wprowadzone przez Franka Wilczka, która zaproponował stworzenie układu cząstek, który spontanicznie zostanie wprowadzony w ruch powtarzalny w czasie (uporządkowanie przestrzenne kryształów zostanie zastąpione uporządkowaniem czasowym). Sacha opisał istnienie dyskretnych kryształów czasowych (i zaproponował mechanizm spontanicznego łamania dyskrecji translacyjnej w czasie), które powstawały, gdy dwie chmury ultrazimnych atomów odbijane były przez drgające regularnie podłoże, a oddziaływania między cząsteczkami były odpowiednio silne. Zaburzenie koherencji układu skutkowało kolapsem i pozbyciem się superpozycji oraz samoorganizacją układu, który stawał się odporny na zaburzenia.  
Sacha jest jednym z pionierów tzw. czasotroniki, czyli gałęzi fizyki zajmującej się badaniami nad zastosowaniem kryształów czasu. Zespołowi Sachy udało się stworzyć kryształ czasowy w temperaturze pokojowej i o zwiększonej trwałości. 
Laureat Nagrody Fundacji na rzecz Nauki Polskiej w dziedzinie nauk matematyczno-fizycznych i inżynierskich w 2024 roku „za sformułowanie teorii kryształów czasowych”.